# Ай-ди (Хань)
Сяоай-ди (кит. трад. 孝哀帝) или коротко Ай-ди (кит. трад. 哀帝), личное имя Лю Синь (кит. трад. 劉欣, пиньинь Liú Xīn) (27-1 гг. до н. э.) — тринадцатый император китайской империи Хань.

## Биография
Лю Синь был сыном Лю Кана — сына императора Юань-ди, которому было выделено в удел княжество Динтао (находившееся примерно на территории современного Хэцзэ провинции Шаньдун); таким образом Лю Синь был племянником правившего в момент его рождения императора Чэн-ди. Он рос при дворе бабушки по отцу вдовствующей супруги Фу (вдовы Юань-ди). В 23 году до н. э. князь Лю Кан скончался, и Лю Синь унаследовал удел Динтао. В 9 году до н. э. 18-летний Лю Синь во время официального визита в столицу империи Чанъань произвёл хорошее впечатление на императора своими манерами и образованностью, и не имеющий сыновей Чэн-ди начал рассматривать его в качестве одного из кандидатов на роль официального наследника престола. В 8 году до н. э. император созвал высших сановников, чтобы обсудить проблему престолонаследия, и большинство из них, будучи в курсе настроений императора, заявили, что при отсутствии официальных сыновей император должен усыновить сына своего брата; таким образом Лю Синь был назначен официальным наследником престола.
В 7 году до н. э. император Чэн-ди скончался, и Лю Синь взошёл на трон как император Ай-ди. В связи с тем, что он был усыновлён Чэн-ди, вдова Чэн-ди императрица Чжао получила титул вдовствующей императрицы, а мать Чэн-ди вдовствующая императрица Ван — великой вдовствующей императрицы. Однако возникла проблема с тем, какие почести должны оказываться могиле его родного отца князя Лю Кана, и как должны почитаться его родная мать княгиня Дин и его родная бабушка вдовствующая супруга Фу. Великая вдовствующая императрица Ван издала эдикт о том, что княгиня Дин и вдовствующая супруга Фу могут видеться с императором раз в 10 дней, однако он быстро был нарушен: вдовствующая супруга Фу стала навещать своего внука ежедневно, и настояла на двух вещах: (1)чтобы ей самой дали титул вдовствующей императрицы, и (2)чтобы её родственники получили титулы, аналогичные титулам родственников великой вдовствующей императрицы Ван. Великая вдовствующая императрица Ван сначала дала князю Лю Кану необычный титул «Динтаоского императора Гуна» (定陶共皇), и уж потом, в качестве производного от этого титула, вдовствующая супруга Фу получила титул «вдовы Динтаоского императора Гуна» (定陶共皇太后), а княгиня Дин — «императрицы-супруги Динтаоского императора Гуна» ((定陶共皇后). Ряд членов кланов Фу и Дин получили титулы. Великая вдовствующая императрица Ван даже приказала своему племяннику Ван Ману уйти в отставку с поста главнокомандующего вооружёнными силами и передать дела представителям кланов Фу и Дин, но тут уж вмешался сам молодой император, и упросил Ван Мана остаться в его администрации.
Несколько месяцев спустя, однако, Ван Ман рассорился с Фу и ушёл в отставку. Фу хотела получить титул «великой вдовствующей императрицы», а не непонятный титул «вдовы Динтаоского императора», и потому в результате интриг устранила ряд высших сановников, принадлежавших к клану Ван. Затем она возобновила старую вражду с другой наложницей покойного императора Юань-ди — вдовствующей супругой Фэн — и, обвинив её в колдовстве против императора, начала расследование, замучив 17 человек из её клана и вынудив её саму совершить самоубийство. В 5 году до н. э. она добилась желаемого: император убрал из посмертного титула своего отца иероглифы «Динтао», и сделал титул Фу похожим по смыслу на титул Ван: если титул великой вдовствующей императрицы Ван записывался как «тай хуан-тайхоу» (太皇太后), то новый титул Фу стал записываться «ди тай-тайхоу» (帝太太后); его мать Дин получила титул «ди-тайхоу» (帝太后), что было сравнимо с имевшимся у Чжао титулом «хуан-тайхоу» (皇太后), ибо в китайском языке и иероглиф «хуан», и иероглиф «ди» имеют одно и то же значение «император». Таким образом возникла необычная для китайской истории ситуация, когда жили одновременно четыре вдовствующие императрицы, на содержание каждой из которых деньги из государственной казны выделялись по полной программе (правда, в том же году новая Вдовствующая императрица Дин умерла).

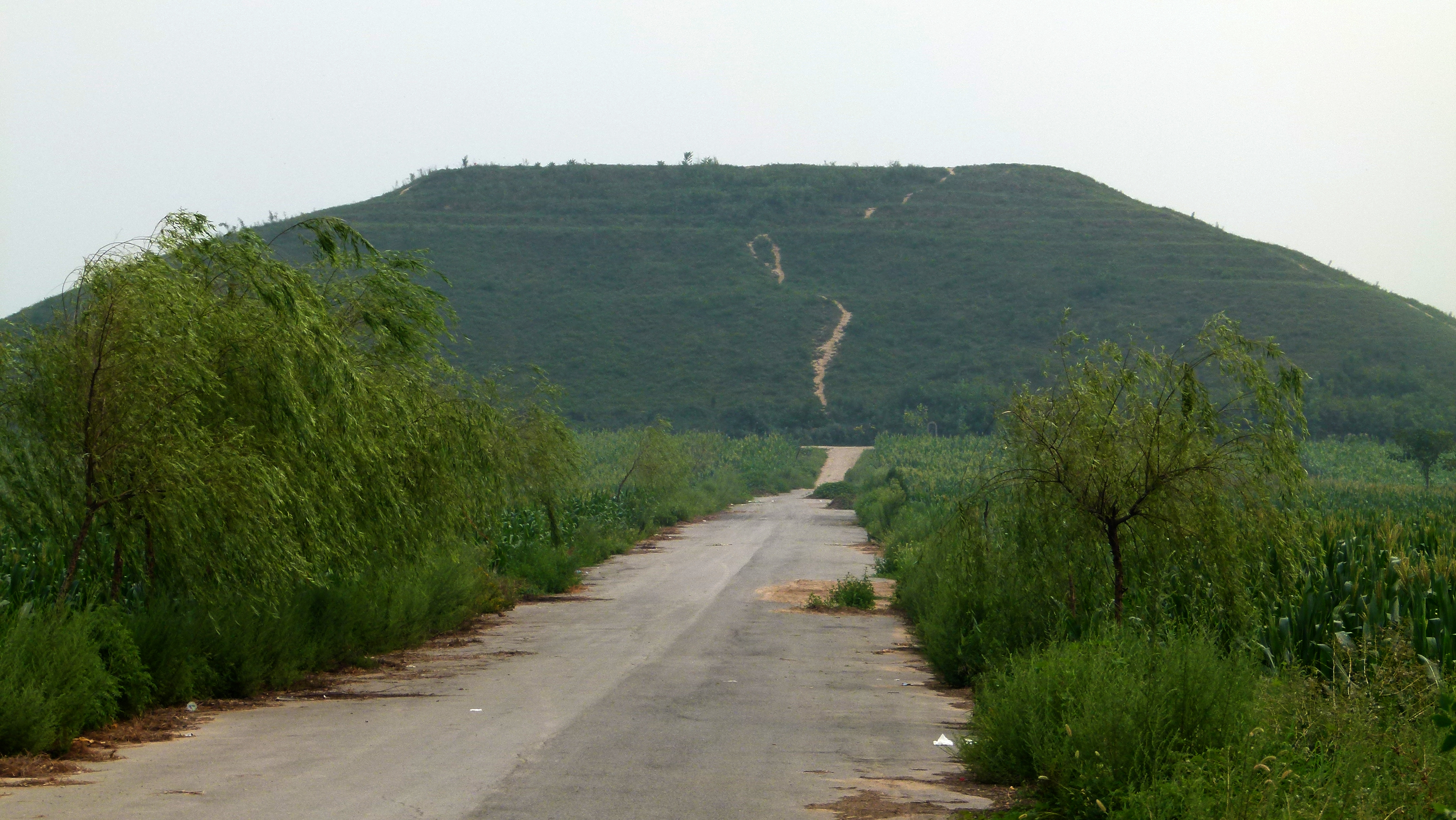
Гробница Императора Ай-ди (Хань) в Сяньян, провинции Шэньси

Эти свары между родственниками, а также болезни императора привели к тому, что он принимал импульсивные решения, и мог как быстро повышать одних чиновников, так и быстро отправлять в отставку других. Около 4 года до н. э. фаворитом императора стал младший секретарь Дун Сянь, ставший быстро продвигаться по служебной лестнице; историки предполагают, что между ним и императором существовала гомосексуальная связь. Во 2 году до н. э. 22-летний Дун Сянь стал уже главнокомандующим вооружёнными силами. Все, кто противостоял Дуну и его родственником, подверглись преследованиям.
В 1 году до н. э. император скончался, не имея наследника. На смертном одре он пожелал передать трон Дун Сяню, но сановники проигнорировали императорскую волю. Великая вдовствующая императрица Ван пришла в императорский дворец, похитила императорскую печать, велела арестовать Дун Сяня (позднее он и его жена совершили самоубийства) и вновь призвала ко двору Ван Мана, сделав его регентом. Формально новым императором стал двоюродный брат покойного Лю Цзицзы.